# Тарасов Петро Іванович
Тарасов Петро Іванович — радянський і український організатор кіновиробництва.

## Життєпис
Народився 13 листопада 1926 р. в родині селянина.
Закінчив Харківський інститут культури (1962) та економічний факультет Всесоюзного державного інституту кінематографії (1970).
Був членом Національної Спілки кінематографістів України.

## Фільмографія
Був директором картин:
- «Білий птах з чорною ознакою» (1970)
- «Тут нам жити» (1973)
- «Втеча з палацу» (1974)
- «Це було у міжгір'ї» (1975)
- «Київські зустрічі»
- «Дніпровський вітер» (1976)
- «Затяжний стрибок» (1979)
- «Дивна відпустка» (1980, т/ф, 3 с)
- «Женці» (1982)
- «Таємниця корабельного годинника» (1983)
- «Паризька драма» (1983
- «Генеральна репетиція» (1988)
- «Меланхолійний вальс» (1990) та ін.